# Vironvay
Vironvay är en kommun i departementet Eure i regionen Normandie i norra Frankrike. Kommunen ligger i kantonen Louviers-Nord som tillhör arrondissementet Les Andelys. År 2022 hade Vironvay 331 invånare.

## Befolkningsutveckling
Antalet invånare i kommunen Vironvay
Referens:INSEE